# John Eccles (2e vicomte Eccles)
John Dawson Eccles (né le 20 avril 1931), est un pair, titré 2e vicomte Eccles et homme d'affaires britannique conservateur. Il est l'un des quatre-vingt-dix pairs héréditaires élus pour rester à la Chambre des lords après l'adoption de la House of Lords Act 1999.

## Jeunesse et éducation
Fils du 1er vicomte Eccles et de Sybil Dawson, il fait ses études au Winchester College et au Magdalen College d'Oxford, où il obtient un baccalauréat ès arts en philosophie, politique et économie en 1954. Il sert dans le 1er Bataillon (60th Rifles), King's Royal Rifle Corps, atteignant le grade de 2e Lieutenant.

## Carrière politique
En 1985, il est nommé Commandeur de l'Ordre de l'Empire britannique (CBE) et depuis 1989 DSc (Silsoe). Le 24 février 1999, il hérite de son titre. Lord Eccles entre à la Chambre des lords lorsque sa réforme est en cours et, en raison de la House of Lords Act, il est bientôt obligé de quitter son siège à la Chambre. Il est élu lors d'une élection partielle provoquée par la mort du 4e baron Aberdare, et est revenu à la Chambre en 2005.

## Famille
Lord Eccles épouse Diana Catherine Sturge le 29 janvier 1955 à Bletchingley, dans le Surrey. Ils ont quatre enfants :
- Alice Belinda Eccles (née en 1958)
- William David Eccles (né en 1960)
- Catherine Sara Eccles (née en 1963)
- Emily Frances Eccles (née en 1970) [1]

La vicomtesse Eccles est créée pair à vie à part entière en 1990 en tant que baronne Eccles of Moulton, et siège donc également à la Chambre des Lords. Ils sont l'un des rares couples à détenir tous les deux des titres à part entière.